# True Crime (1999)
True Crime (bra: Crime Verdadeiro; prt: Um Crime Real) é um filme estadunidense de 1999, do gênero suspense, produzido, dirigido e protagonizado por Clint Eastwood, baseado no romance homônimo de Andrew Klavan.

## Elenco
| Ator              | Personagem          |
| ----------------- | ------------------- |
| Clint Eastwood    | Steve Everett       |
| Isaiah Washington | Frank Louis Beechum |
| Lisa Gay Hamilton | Bonnie Beechum      |
| James Woods       | Alan Mann           |
| Denis Leary       | Bob Findley         |
| Bernard Hill      | Luther Plunkitt     |
| Diane Venora      | Barbara Everett     |